# Фильтрация (гидродинамика)
Фильтрация (англ. percolation) — течение жидкостей (воды, нефти) или газов (воздуха, природного газа) сквозь пористую среду под действием разницы давлений и/или гравитации. 
Примеры фильтрации:
- инфильтрация газа через пористую преграду[2] или, в строительстве и коммунальном хозяйстве, инфильтрация и эксфильтрация воздуха — проникновение воздуха в помещение или утекание его из помещения наружу через неплотности в ограждающих конструкциях (стенах, окнах, дверях) и при эпизодическом открывании окон и дверей[3][4][5];

- инфильтрация поверхностных вод — проникновение поверхностных вод, включая выпавшие жидкие и растаявшие твёрдые атмосферные осадки, в грунт по капиллярным порам и другим пустотам. Различают свободную инфильтрацию — нисходящее движение воды в виде отдельных струй под действием силы тяжести и частично капиллярных сил по трещинам или каналам, и нормальную инфильтрацию — движение воды через поры пород зоны аэрации под действием разности напоров;
- фильтрование — гидромеханический процесс разделения механических смесей (дисперсных систем, например, суспензий и аэрозолей) при помощи пористых перегородок, пропускающих дисперсионную среду и задерживающих дисперсную фазу (твёрдые частицы)[6]; приборы и аппараты для фильтрования называют фильтрами.
- Приток углеводородов к забою добывающей скважины. Происходит из-за перепада давления между забоем скважины и насыщенным пластом.